# Gorzałków
Gorzałków – historyczna część miasta Opoczna położona na zachód od centrum, wzdłuż ulicy Staszica. Do 1924 odrębna miejscowość.

## Historia
Gorzałków to dawna wieś. Do 1924 należała do gminy Opoczno w powiecie opoczyńskim, początkowo w guberni radomskiej, a od 1919 w woj. kieleckim. 
1 stycznia 1925 Gorzałków wraz z osadą Olgino, posiołkiem Opoczno i częściami majątku Starostwo Opoczyńskie (Wójtowszczyznę, Zarębszczyznę, młyn Grobla oraz staw i plac-ogród przy ulicy Warszawskiej) włączono do Opoczna.